# Erve
Erve là một đô thị trong tỉnh Lecco, trong vùng Lombardia của Ý, cự ly khoảng 45 km về phía đông bắc của Milan và khoảng 5 km về phía đông nam của Lecco. Tại thời điểm ngày 31 tháng 12 năm 2004, đô thị này có dân số 758 người và diện tích là 6,2 km².
Erve giáp các đô thị: Brumano, Calolziocorte, Carenno, Lecco, Valsecca, Vercurago.